# Kruis van de Koninklijke Vereniging van Nederlandse Reserve-Officieren voor de Militaire Prestatietocht

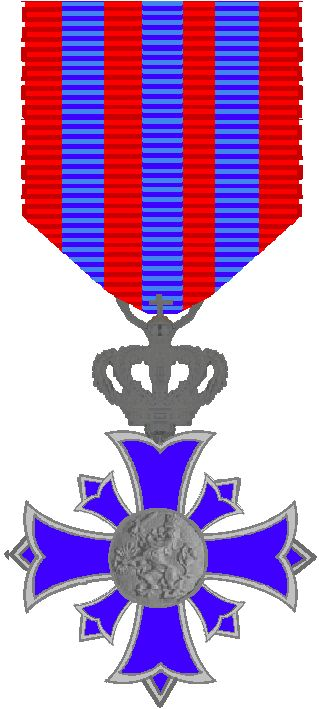
Kruis in blauw
(10e deelname)

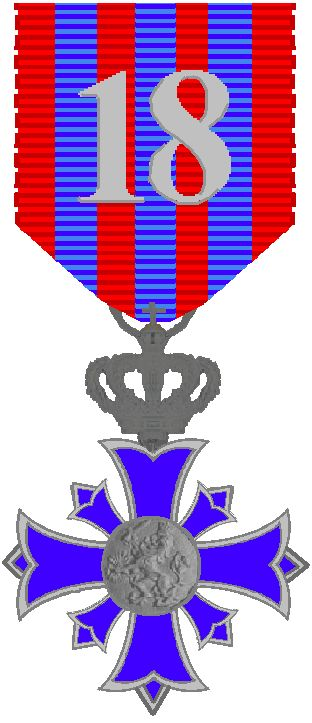
Kruis in blauw met Arabische cijfer
(18e deelname)

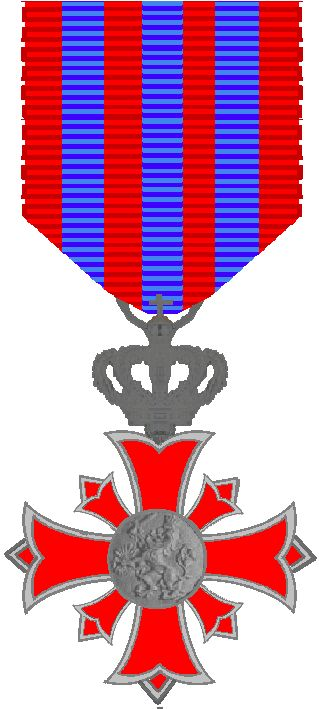
Kruis in rood
(25e deelname)

Het in 1936 ingestelde Kruis voor de Tweedaagse Militaire Prestatietocht ook wel Kruis van de Koninklijke Vereniging van Nederlandse Reserve-Officieren voor de Militaire Prestatietocht, voorheen Kruis van de Algemene Vereniging van Nederlandse Reserve-Officieren voor de Militaire Prestatietocht genoemd, is een door de overheid erkende decoratie van de Koninklijke Vereniging van Nederlandse Reserveofficieren. Men mag het kruis en de baton op uniformen dragen. Dit verlof werd in een Legerorder, nummer 112 uit 1952, vastgelegd. Men noemt het kruis in de wandeling vaak het "TMPT-Kruis".
De Algemene Vereniging van Nederlandse Reserve-Officieren werd opgericht op 22 december 1917 en is de belangenvereniging voor de reserve-officieren van marine, landmacht, luchtmacht en marechaussee. Sinds 20 april 1977 draagt de vereniging het predicaat Koninklijk. Sinds die dag is de officiële naam "Koninklijke Vereniging van Nederlandse Reserve-Officieren". Het kruis, dat ook als Kruis van Verdienste van de Koninklijke Vereniging van Nederlandse Reserve-Officieren dienstdoet veranderde met de vereniging van naam.
De prestatietocht wordt eenmaal per jaar gehouden, de gevraagde prestatie is dat de deelnemers, zij doen in tweetallen mee, een grote afstand in een onder andere een motorvoertuig, te voet en op de fiets zal afleggen zonder dat daarbij persoonlijke ongelukken voordoen en zonder abnormale eisen aan het motorvoertuig te stellen.
Men moet de tocht op twee opeenvolgende dagen maken en op de tweede dag voltooien. De motivatie voor het organiseren van de tocht was dat "aan de aanvoerders van troepen te velde in oorlogstijd hooge eischen zullen worden gesteld aan lichamelijke geoefendheid en uithoudingsvermogen".

## De veranderende eisen aan de deelnemers
Het oorspronkelijke reglement voorzag dat men binnen 17 uur, 40 kilometer te paard, in 1939 werd voor het eerst de mogelijkheid gegeven om dat onderdeel te vervangen door 250 km motorrijden, 25 kilometer te voet en 60 kilometer per fiets zou afleggen. Hierbij diende het volledige veldtenue met gasmasker gedragen te worden. Per onderdeel diende een half uur lang het gasmasker op het hoofd gedragen te worden. Verder diende men na de 17 uur op beide dagen een schietproef af te leggen.
In 1955 werd het paard definitief vervangen door 125 km autorijden. Het leger stelde aan officieren en reserve-officieren in actieve dienst auto’s ter beschikking. Anderen moesten zélf voor een automobiel zorgen.
In 1955 werden de eisen als volgt geformuleerd:
- Het volbrengen van een kaartleesopdracht per personenauto over een afstand van 140 km (te rekenen van vertrekpunt tot eindpunt) in equipes van twee man.
  - De kaartleesopdracht wordt uitgevoerd door equipes bestaande uit 1 bestuurder en 1 kaartlezer.
  - Het resultaat van de kaartleesopdracht wordt uitsluitend toegeschreven aan de kaartlezer.
  - De equipe legt de beide kaartleesopdrachten (eerste en tweede dag) zodanig af, dat de bestuurder van de eerste dag de kaartlezer is van de tweede dag en omgekeerd.
- Het te voet afleggen van een parcours van 25 kilometer (voor officieren in de leeftijd 45-60 wordt dit 20 km, officieren ouder dan 60 jaar 15 km).
- Het individueel per rijwiel afleggen van een parcours van 60 kilometer (voor officieren in de leeftijd 45-60 wordt dit 50 km, officieren ouder dan 60 jaar 40 km).
- Het afleggen van een schietproef.
  - Hierbij wordt geschoten met een pistool (standaard dienstwapen: eerst pistool Browning, later Glock-17, kaliber 9 mm) in een snelvuurserie van 4 schoten in 10 seconden.
  - Bij aanvang van de 10 seconden mag het pistool reeds op het doel gericht zijn. Het startsein is een fluitsignaal, na 8 seconden klinkt een 2 seconden durend fluitsignaal. Hierin mag nog worden geschoten. Elk schot dat daarna wordt afgevuurd wordt afgetrokken van de geldige treffers.
  - De houding is staande, tweehandig.
  - Het doel is de Pistoolschietschijf (rompschijf) op een afstand van 25 meter.
  - Minimumvereiste is 3 treffers. De schutter heeft twee kansen van elk 10 seconden.

Met ingang van 2003 - de 55e TMPT - is de TMPT opengesteld voor alle militairen van de vier krijgsmachtdelen, de eisen werden in de loop der jaren aangepast aan de verkeersveiligheid.
Sinds 2003 gaat het om:
- Een verplaatsing per fiets over 75 of 85 kilometer op de eerste dag
- Een verplaatsing per kajak (circa 1,5 – 2 km)
- Het afleggen van een survivalbaan binnen 4.30 minuten
- Het afleggen van de nationale hindernisbaan met een munitiekist van 16 kilo binnen 6 minuten
- Een snelmars van 3 kilometer in 19 minuten
- Het afleggen van een oriëntatieparcours (circa 9 kilometer) te voet door ruw terrein
- Een verplaatsing per fiets over 50 of 60 kilometer op de tweede dag
- Handgranaatwerpen: juistheidsworpen met werpgewichten in standaardringen op 15 en 20 meter afstand
- Een afgelegde test afstandschatten
- Een snelmars van 3 kilometer in 19 minuten
- Een mars van 25 kilometer
- Een schietproef op de persoonlijke handvuurwapens van het type Colt C7 of Glock

Voor veteranen en dames gelden lichtere eisen. Indien er niet aan een van de eisen is voldaan, volgt er een bonusloop (afstand variabel: 1, 2, 3 of 4 km). Indien voor de derde keer een bonusloop zou moeten worden afgelegd, betekent dit het niet behalen van de TMPT. Het team valt dan af.

## Het kruis
Het kruis is een zilverkleurig bijna vier centimeter hoog achtarmig leliekruis. De vier diagonale armen zijn korter dan de staande en liggende armen. Als verhoging is een zilverkleurige beugelkroon bevestigd. Ook in de jaren voordat de Vereniging zich "Koninklijk" mocht noemen was de kroon al aanwezig. In het midden van het kruis is een medaillon aangebracht waarop de leeuw uit het Nederlandse rijkswapen is afgebeeld. De keerzijde van het kruis is vlak met op de armen, en sinds kort in het midden, de afkorting "TMPT". Bij een tiende succesvolle deelname aan de tocht worden de acht armen van het kruis blauw geëmailleerd en bij een 25e geslaagde deelname wordt het kruis rood geëmailleerd uitgereikt. Het leliekruis is ook het "Kruis van Verdienste" van de Vereniging van Nederlandse Reserve-officieren. Tot in de jaren 60 werd een tweede deelname door een rozet op het lint aangegeven. Sinds die tijd is de rozet vervangen door zilverkleurige Arabische cijfers. Rozet en cijfers zijn ook de baton aangebracht. Het kruis en het lint zijn ontworpen door de reserve-eerste luitenant bij het 5e Regiment Veldartillerie A.R. Klein. Het lint van het kruis is verdeeld in 7 even brede banen rood en blauw. De buitenste banen zijn rood.